# 이스터 딘
이스터 딘(Ester Dean, 1982년 4월 15일 ~ )은 미국의 가수이자 배우이다.

## 출연 작품
- 트롤: 월드 투어 - 렉슬리 역 (목소리)